# Mauer-Gänsefuß
Der Mauer-Gänsefuß (Chenopodiastrum murale, Syn.: Chenopodium murale) ist eine Pflanzenart in der Familie der Fuchsschwanzgewächse (Amaranthaceae). Er ist in Europa, Nordafrika und Südwestasien heimisch und kommt inzwischen fast weltweit vor.

## Beschreibung

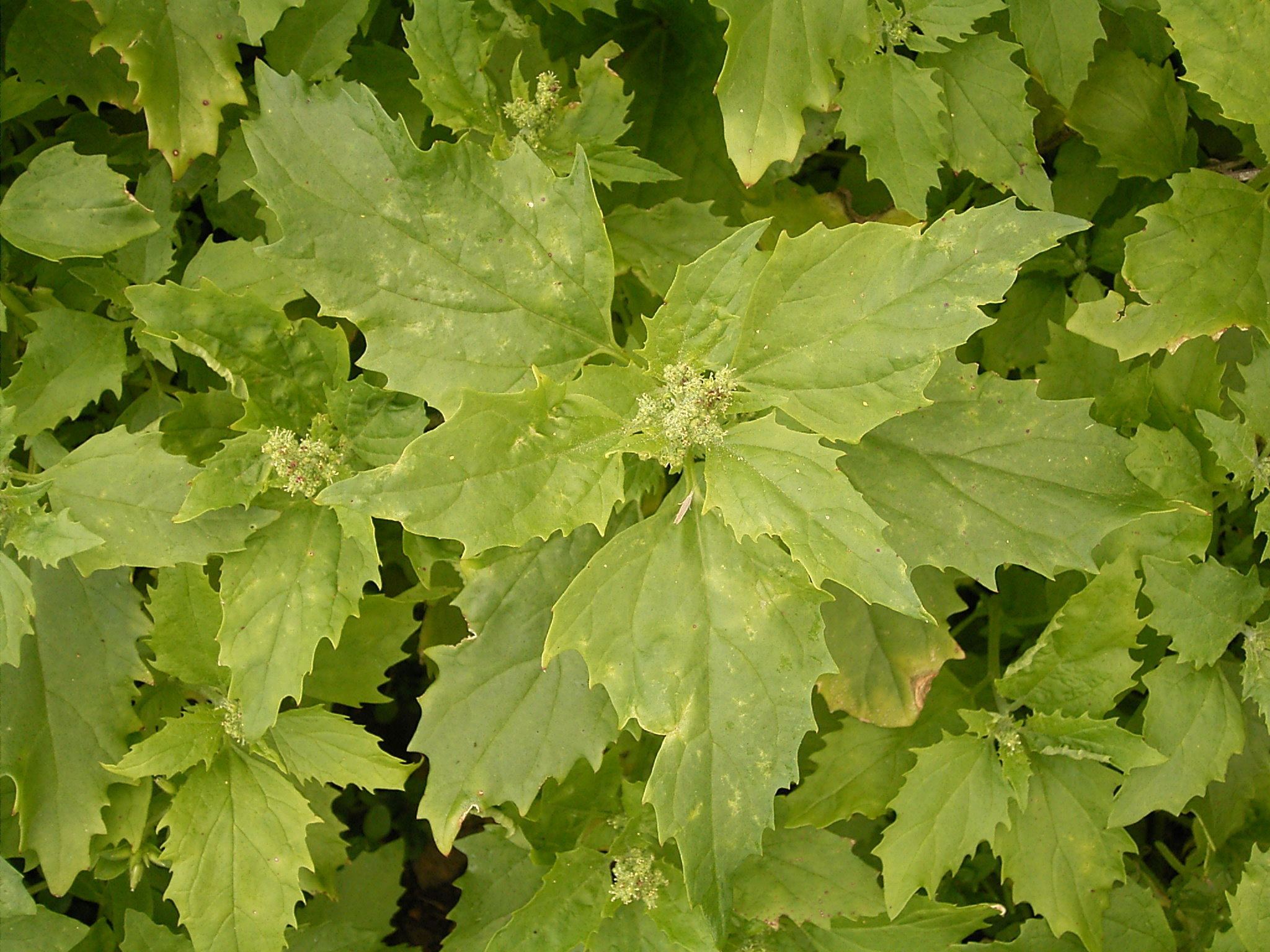
Weitgehend kahle Blätter des Mauer-Gänsefußes

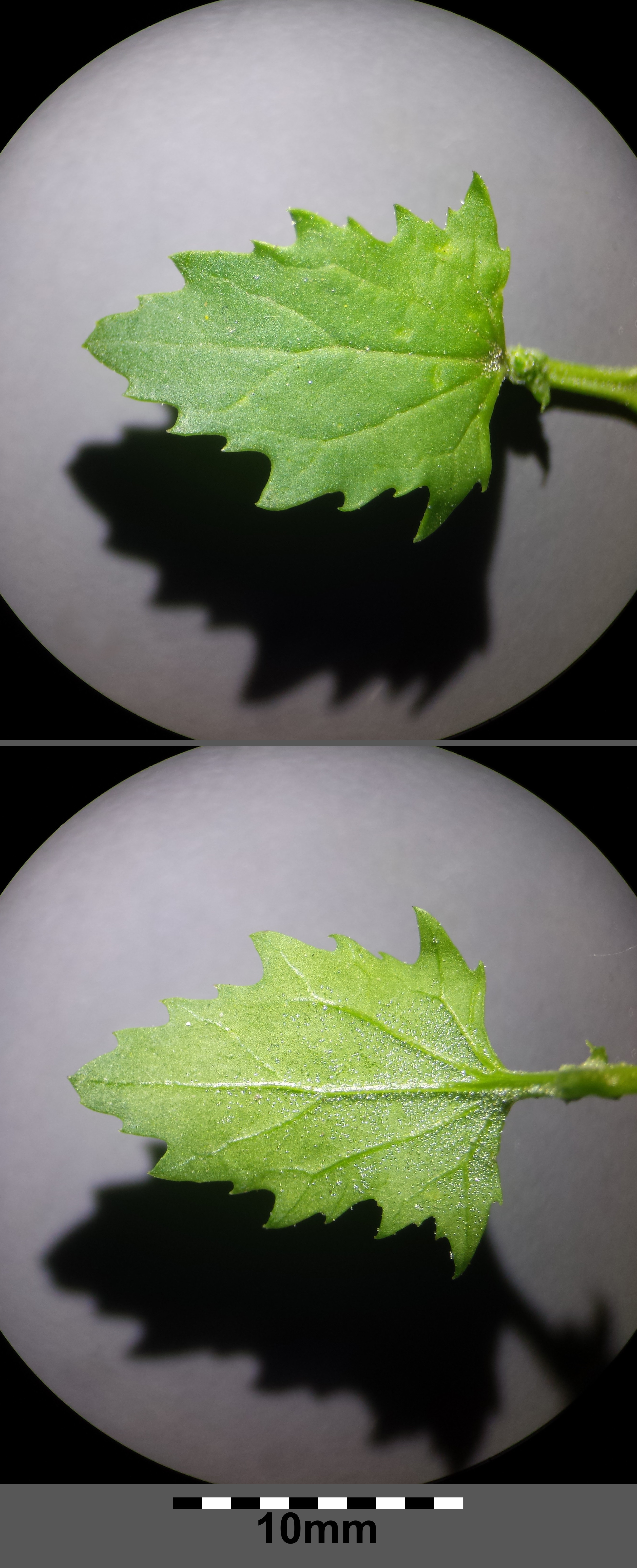
Laubblatt Ober- und Unterseite: der Spreitenrand ist scharf und reichlich gezähnt, die Zähne sind oft nach vorne gebogen.

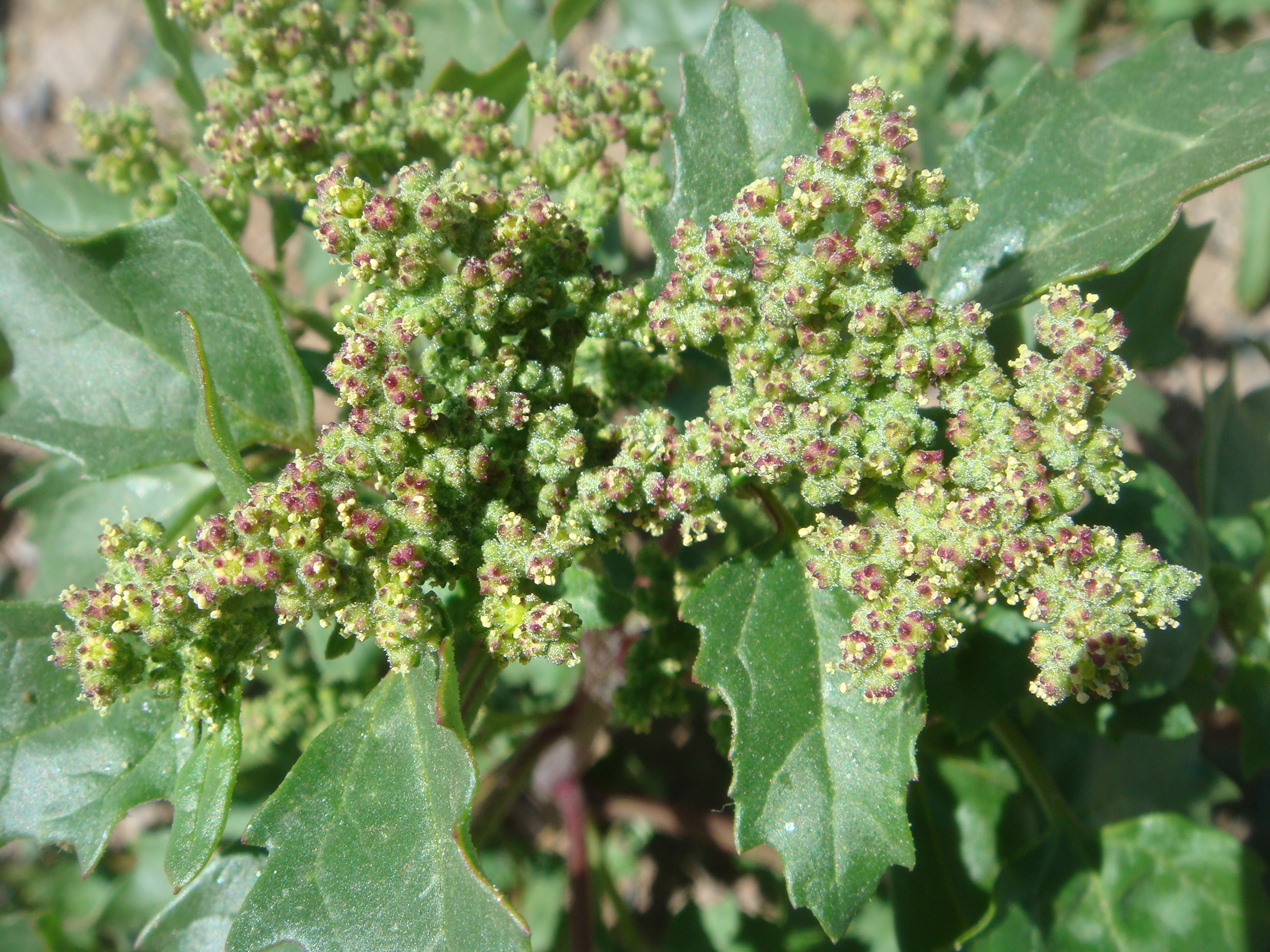
Blütenstand

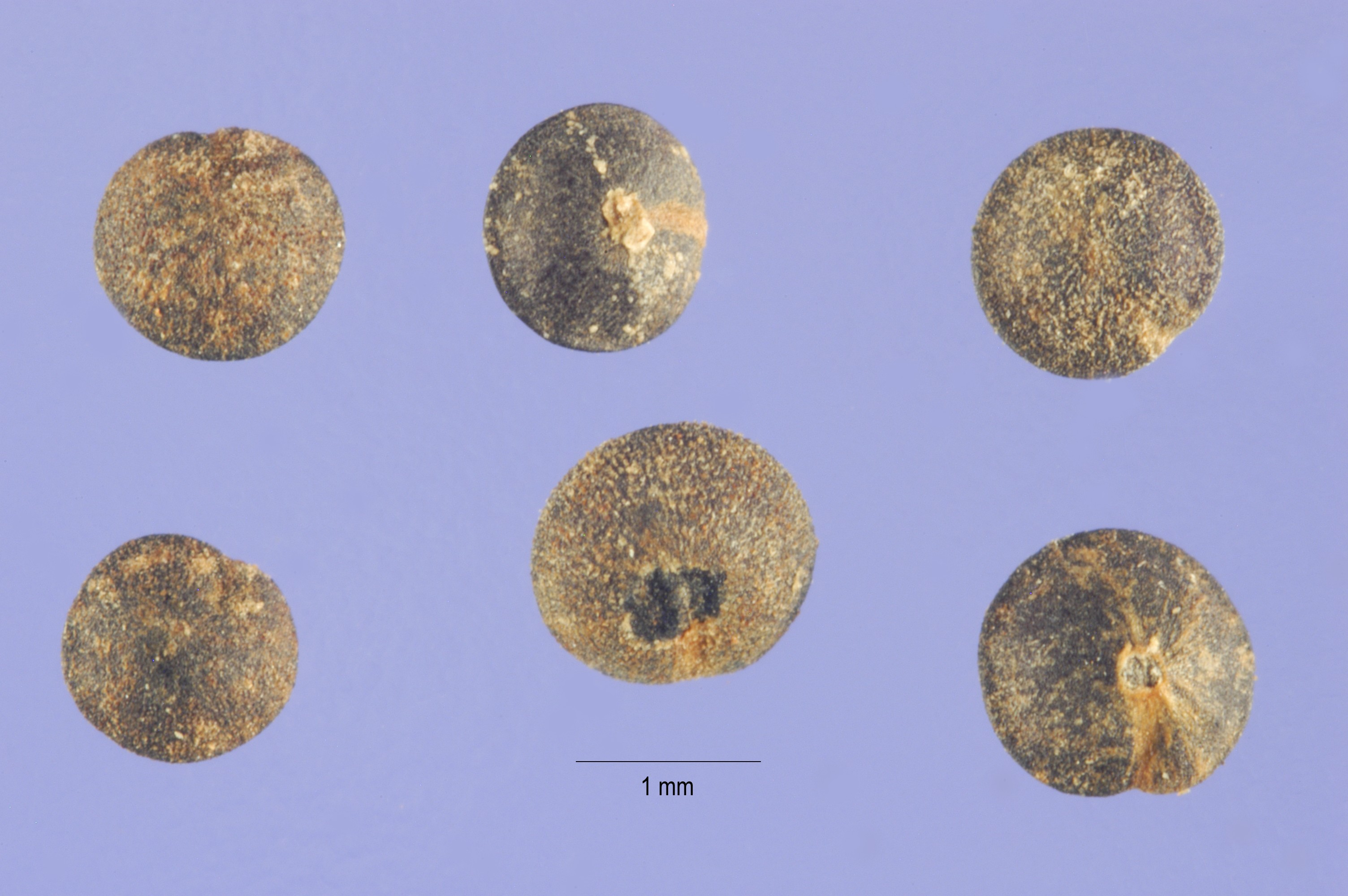
Samen

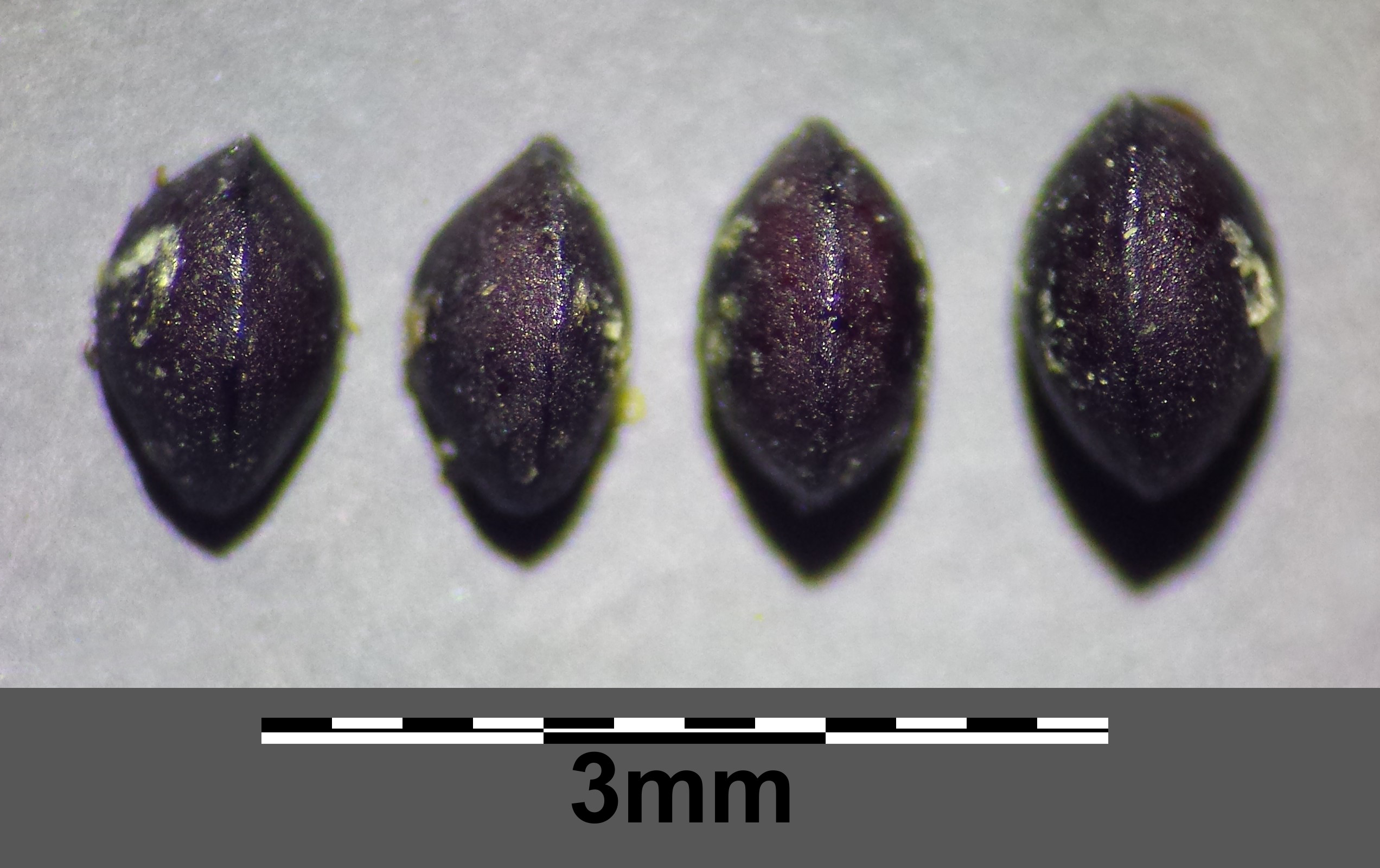
Seitenansicht von Samen ohne Schale, der Rand ist scharf gekielt.

### Vegetative Merkmale
Der Mauer-Gänsefuß ist eine einjährige krautige Pflanze mit Wuchshöhen von meist 10 bis 70 (bis zu 120) cm. Der aufrechte Stängel ist gelblich bis grün-gestreift, selten etwas rötlich, kahl oder höchstens jung schwach mehlig. Er ist besonders an der Basis abstehend verzweigt, die untersten Zweige sind fast gegenständig.
Die meist olivgrünen, manchmal gelblichen oder rötlichen Laubblätter sind dünn oder etwas fleischig, nicht aromatisch, oberseits glänzend, jung manchmal undeutlich mehlig. Der Blattstiel weist eine Länge von 1 bis 2,5 cm auf. Die Blattspreite ist dreieckig, eiförmig oder rhombisch-eiförmig mit einer Länge von 1 bis 8 (bis 10) cm und einer Breite von 0,4 bis 3 (bis 5) cm. Der Blattgrund kann sich keilförmig in den Blattstiel verschmälern oder gestutzt bis abgerundet sein. Der Blattrand ist grob unregelmäßig buchtig bis scharf gesägt oder gezähnt, mit meist nach vorn gerichteten Zähnen. Die obersten Blätter sind lanzettlich und manchmal fast ganzrandig.

### Blütenstand und Blüte

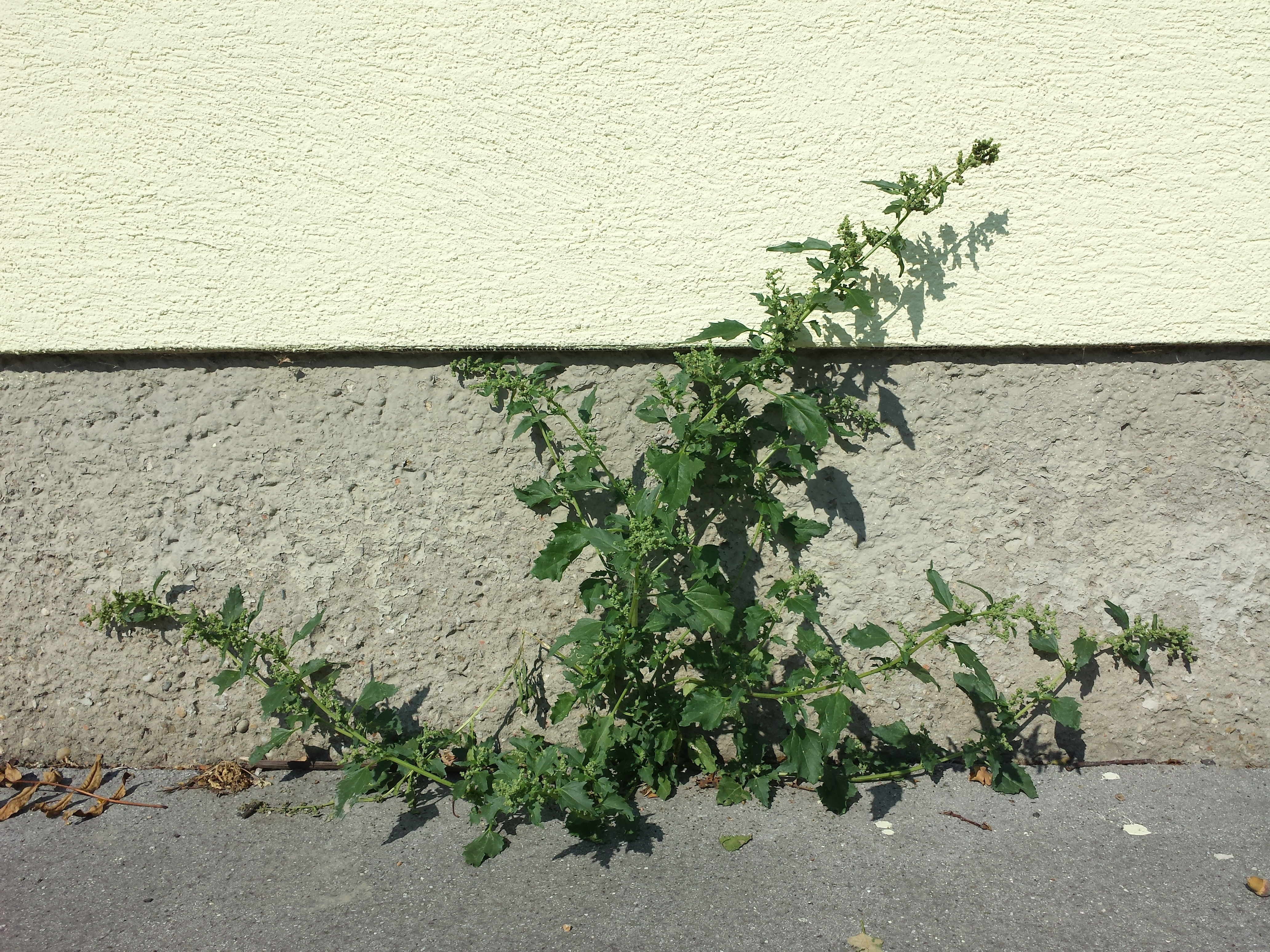
Städtisches Vorkommen an einem Mauerfuß

Die endständigen oder blattachselständigen Blütenstände sind kürzer als das Tragblatt. Sie bestehen aus dicht angeordneten knäueligen, fast kugeligen Teilblütenständen mit einem Durchmesser von 2 bis 4 mm. Einzelne Blüten können auch außerhalb von Knäueln vorkommen. Es sind keine Vorblätter vorhanden. Die zwittrigen oder manchmal rein weiblichen Blüten besitzen eine Blütenhülle aus fünf nur im unteren Teil verbundenen, grünen, bemehlten Tepalen. Die Tepalenzipfel sind eiförmig, bis 0,8 mm lang und bis 0,7 mm breit, auf dem Rücken besonders im oberen Teil deutlich gekielt. Es sind fünf Staubblätter vorhanden. Auf dem Fruchtknoten befinden sich zwei Narben.

### Frucht und Samen
Zur Fruchtzeit bleibt die Frucht von der grünen, manchmal rot werdenden Blütenhülle umschlossen und fällt zusammen mit dieser ab. Die Frucht ist flach-eiförmig, die deutlich papillöse Fruchtwand liegt dem Samen dicht an und wird zur Fruchtreife glatt. Der horizontale Same misst im Durchmesser 1 bis 1,5 mm und ist linsenförmig mit rundem Umriss und am Rand scharf gekielt. Die schwarze Samenschale ist dicht mit sehr kleinen, nicht verlängerten Gruben bedeckt.

### Blütenökologie
Die Blütezeit reicht von Juli bis September. Die Bestäubung erfolgt in der Regel durch den Wind.

### Chromosomenzahl
Die Chromosomenzahl beträgt 2n = 18.

## Ökologie
Der Mauer-Gänsefuß ist eine Nahrungspflanze für die Schmetterlingsraupen der Palpenmotte Scrobipalpa atriplicella.
Ein Falscher Mehltau (Peronospora farinosa) lebt parasitisch auf dem Mauer-Gänsefuß.

## Vorkommen und Gefährdung
Das natürliche Verbreitungsgebiet des Mauer-Gänsefußes erstreckt sich von den Kanarischen Inseln und Madeira über Nordafrika und Mittel- und Südeuropa bis nach Südwest- und Südasien. Als eingeführte Art kommt er fast weltweit vor, besonders in subtropischen und warm-gemäßigten Regionen, und ist eine der am weitesten verbreiteten Arten der Gattung. In Europa hat er in allen Ländern Vorkommen, nur sind diese in Norwegen, Finnland, Irland, Island, Polen, der Slowakei, Litauen, Lettland, Estland und in Luxemburg nicht ursprünglich.
Der Mauer-Gänsefuß gehört zur Ruderalvegetation an Weg- und Straßenrändern, Eisenbahnlinien, oder dörflichen Unkrautfluren. Er ist von der Ebene bis in die Hügelstufe (Höhenstufen) verbreitet. In Pakistan erreicht er Höhenlagen bis zu 1675 Meter, in Nordamerika wurde er in Höhenlagen von bis zu 2000 Meter gefunden.
In Deutschland ist der Mauer-Gänsefuß ein Archäophyt oder war eventuell auch ohne Zutun des Menschen einheimisch. Hier wächst er zerstreut in kurzlebigen Unkrautfluren, vor allem in trocken-warmen Gebieten, wo er nährstoffreiche Plätze in dörflichen Siedlungen, Wegränder, Hausmauern oder Hühnerhöfe besiedelt. Er gedeiht auf mäßig trockenen, nährstoffreichen, ammoniakalischen, milden, humosen Böden. Er ist in Mitteleuropa eine Charakterart des Verbands Sisymbrion. In Süd- und Westeuropa ist er eine Charakterart des Chenopodietum muralis aus dem Verband Chenopodion muralis. Die ökologischen Zeigerwerte nach Landolt et al. 2010 sind in der Schweiz: Feuchtezahl F = 2 (mäßig trocken), Lichtzahl L = 4 (hell), Reaktionszahl R = 4 (neutral bis basisch), Temperaturzahl T = 5 (sehr warm-kollin), Nährstoffzahl N = 4 (nährstoffreich), Kontinentalitätszahl K = 3 (subozeanisch bis subkontinental), Salztoleranz = 1 (tolerant).
Durch Dorfsanierung, Burgrestaurierung, Mauerverfugung und die Zerstörung dieser Sonderstandorte ist der Mauer-Gänsefuß in Deutschland bundesweit gefährdet (Rote Liste gefährdeter Arten 3+). In Brandenburg und Rheinland-Pfalz gilt er als gefährdet, in Mecklenburg-Vorpommern, Sachsen, Thüringen, Hessen und Bayern als stark gefährdet. In Niedersachsen, Sachsen-Anhalt, Nordrhein-Westfalen, Baden-Württemberg und Berlin ist er bereits vom Aussterben bedroht. Als ausgestorben gilt er in Schleswig-Holstein und Hamburg.
Auch in der Schweiz gilt der Mauer-Gänsefuß in mehreren Gebieten als gefährdet oder vom Aussterben bedroht.

## Systematik
Die Erstveröffentlichung des Basionyms Chenopodium murale L. erfolgte 1753 durch Carl von Linné in Species Plantarum. Durch molekulargenetische Untersuchungen stellte sich heraus, dass die Art nicht zu den Gänsefüßen im engeren Sinne gehört. Daher wurde sie 2012 von Suzy Fuentes-Bazan, Pertti Uotila und Thomas Borsch als Chenopodiastrum murale (L.) S. Fuentes, Uotila & Borsch in die neu beschriebene Gattung Chenopodiastrum in der Tribus Atripliceae gestellt.
Weitere Synonyme, die auf demselben Typusexemplar beruhen, sind Anserina muralis (L.) Montandon und Atriplex muralis (L.) Crantz.  Als weitere Synonyme gelten Chenopodium biforme Nees, Chenopodium carthagenense Zuccagni, Chenopodium chamrium Buch.-Ham. (nom. invalid.), Chenopodium congestum Hook.f., Chenopodium flavum Forssk., Chenopodium gandhium Buch.-Ham. (nom. invalid.), Chenopodium guineense Jacq., Chenopodium laterale Aiton, Chenopodium longidjawense Peter, Chenopodium lucidum Gilib., Chenopodium maroccanum Pau, Rhagodia baccata var. congesta (Hook.f.) Hook.f., Rhagodia billardierei R.Br., Rhagodia congesta (Hook. f.) Moq. sowie Vulvaria trachisperma Bubani.

## Nutzung
Die Blätter und jungen Sprosse des Mauer-Gänsefußes können roh oder gekocht wie Spinat zubereitet werden. Rohe Blätter sollten wegen ihres Gehalts an Saponinen allerdings nur in kleinen Mengen verzehrt werden. Auch die Samen sind gekocht essbar. Es wird empfohlen, sie über Nacht einzuweichen und danach gründlich abzuspülen, um die Saponine zu entfernen. Die Samen können auch gemahlen als Mehlzusatz dienen.
Die ganze Pflanze kann als Färbepflanze für gold-grüne Farbtöne verwendet werden.

## Belege